# Linia de succesiune la tronul din Württemberg
Monarhia din Württemberg s-a sfârșit în 1918, împreună cu restul monarhiilor care alcătuiau Imperiul German. Ultimul membru al dinastiei care a domnit ca împărat al Württemberg a fost Wilhelm al II-lea.
Odată cu moartea lui Wilhelm al II-lea în 1921, pretenția la succesiune i-a ocolit pe fostul Duce de Teck și Ducele de Urach, ambii coborâți din căsătorii morganatice, iar calitatea de șef al casei regale a fost moștenit de către Albrecht, Duce de Württemberg din ramura romano-catolică Altshausen a familiei regale. Actualul șef al Casei de Württemberg este Carl, Duce de Württemberg.
Actuala ordine de succesiune este:
- Duke Albrecht (1865-1939)
  - Ducele Philipp Albrecht (1893–1975)
    -  Ducele Carl (1936–2022)
      - Ducele Friedrich (1961–2018)
        -  Ducele Wilhelm (n. 1994)

      - Ducele Eberhard (n. 1963)
        -  Ducele Alexander (n. 2010)

      - (1) Ducele Philipp (n. 1964)
        -  (2) Ducele Carl Theodor (n. 1999)

      -  (3) Ducele Michael (n. 1965)

  -  Ducele Albrecht Eugen (1895-1954)
    - Ducele Ferdinand Eugen (1925–2020)
    - Ducele Eugen Eberhard (1930–2022)
    -  Ducele Alexander Eugen (1933-2024)